# Manel Navarro

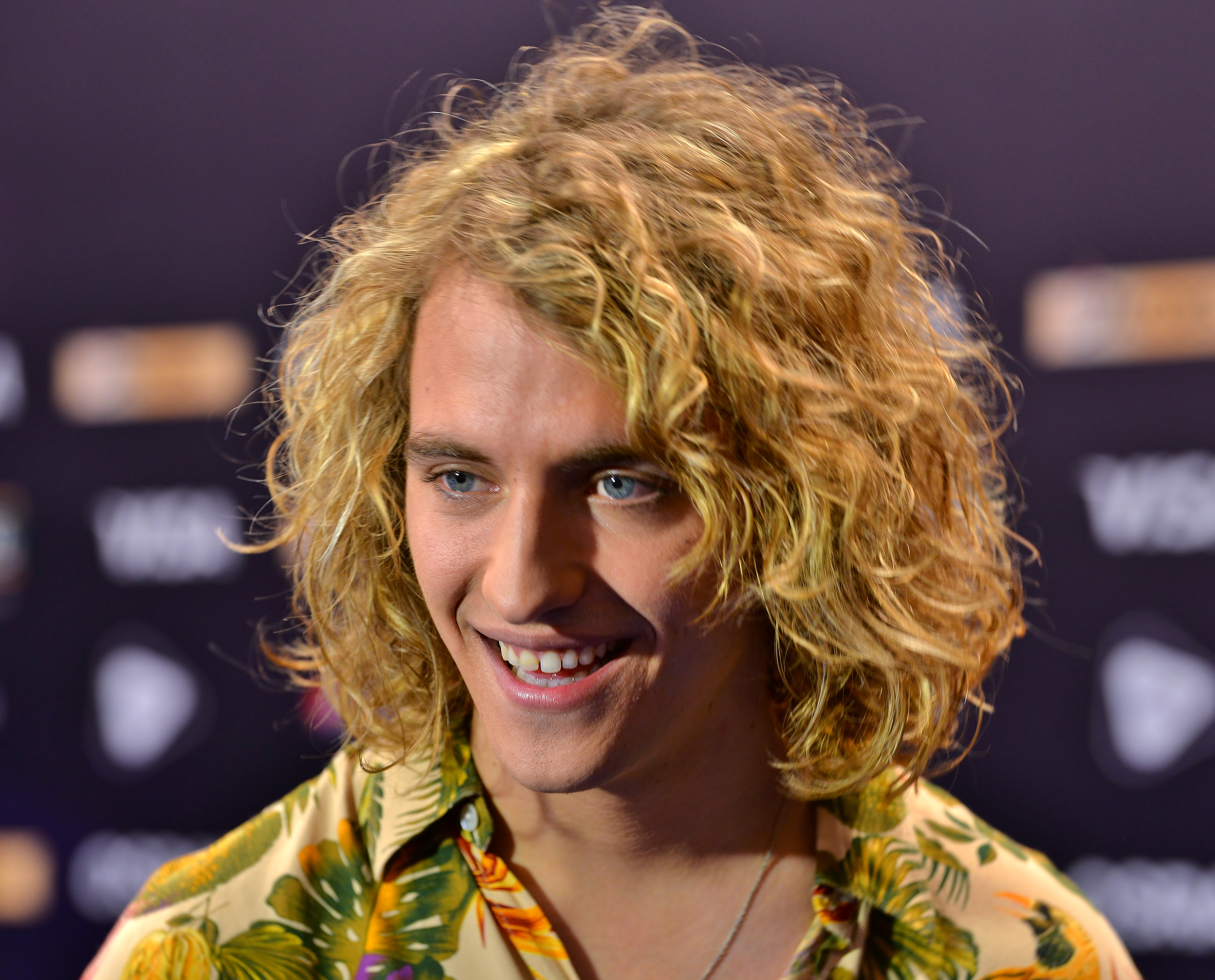

Manel Navarro Quesada (Sabadell, 7 de março de 1996) é um cantor espanhol.
Quis ser futebolista — integrou os júniores do Sabadell FC — e iniciou o curso de Turismo, na Universidade Autónoma de Barcelona. Depois de gravar alguns covers e de mostrar os vídeos na internet, em 2014, Manel Navarro participou no concurso catalão Teen star, saindo vitorioso com a sua versão de "Hold On, We're Going Home", de Drake. O êxito no concurso permitiu-lhe gravar o primeiro disco, produzido pela TeenStarRecords. Em 2017 Manel Navarro é o vencedor do Objectivo Eurovisión, qualificando-se para representar Espanha no Festival da Eurovisão de 2017. Interpreta a canção "Do It for Your Lover", composta por ele mesmo.